# Dino Greco
Dino Greco, all'anagrafe Aristide Greco (Brescia, 9 luglio 1952), è un sindacalista, scrittore e giornalista italiano.

## Biografia
Impegnato sindacalmente nella CGIL, dal 1988 è nella segreteria provinciale di Brescia, ricoprendo poi per otto anni - dal 1999 al 2007 - l'incarico di segretario generale della Camera del Lavoro bresciana. Dopo aver lasciato il sindacato i suoi scritti sono stati raccolti e pubblicati in un libro intitolato Identità, progetto, democrazia.
Ha pubblicato numerosi articoli e saggi principalmente su Liberazione e Il manifesto, Critica marxista, Carta, Alternative, Rinascita.
Nel 2008, in seguito al VII Congresso del Partito della Rifondazione Comunista, si iscrive al PRC e il 12 gennaio 2009 diviene direttore del quotidiano Liberazione. Dal 2013 è membro della Direzione nazionale del PRC. Ricopre inoltre l'incarico di Responsabile formazione politica del Partito.
Alle elezioni politiche del 2018 è candidato al Senato con Potere al Popolo!, ma non è eletto per via del mancato raggiungimento della soglia di sbarramento del 3%. Quello stesso anno è candidato, sempre con Potere al Popolo!, consigliere comunale a Brescia, senza essere eletto.